# Štíhlice
Štíhlice (en allemand : Stichlitz) est une commune du district de Prague-Est, dans la région de Bohême-Centrale, en République tchèque. Sa population s'élevait à 203 habitants en 2020.

## Géographie
Štíhlice se trouve à 5,5 km au sud-sud-est de Kostelec nad Černými lesy, à 9 km à l'est-nord-est de Říčany et à 27 km à l'est-sud-est de Prague.
La commune est limitée par Doubek et Doubravčice au nord, par Kozojedy à l'est, par Jevany et Vyžlovka au sud, et par Mukařov à l'ouest.

## Histoire
La première mention écrite de la localité date de 1358.

## Transports
Par la route, Štíhlice se trouve à 6,3 km de Kostelec nad Černými lesy, à 10,5 km de Říčany et à 36 km du centre de Prague.